# Dom Berlin Psuvsky (Tel Awiw)
Dom Berlin Psuvsky (hebr. בית ברלין פסובסקי; nazywany także Domem Bliźniaków בית התאומים) – historyczny dom w osiedlu Lew ha-Ir w zachodniej części miasta Tel Awiw, w Izraelu.

## Historia
Projekt budynku przygotowało dwóch architektów Josef Berlin i Richard Psuvsky. Budowę pierwszego domu ukończono w 1922, po czym w 1925 dobudowano sąsiedni bliźniaczy dom, który został połączony łukiem z wcześniejszym. Dom ten należał do rodziny Berlin.
Od 1929 w budynku mieściła się szkoła architektury w Tel Awiwie. W latach 50. XX wieku część budynku służyła położonemu w pobliżu szpitalowi Hadassah (zamknięty w 1992). Wykorzystywany w ten sposób do różnych celów budynek znalazł się w złym stanie technicznym. Gdy w 2000 wydano zezwolenie na budowę wieżowca Lev HaYir Tower (wysokość 95 metrów), nakazano wykonawcy przeprowadzenie renowacji zabytkowego Domu Bliźniaków. Prace remontowe przeprowadzono w latach 2002–2003 przywracając mu dawną świetność.
Budynek wchodzi w skład zespołu miejskiego Białego Miasta Tel Awiwu, który został w 2003 umieszczony na Liście światowego dziedzictwa UNESCO, jako największe na świecie skupisko budynków modernistycznych.

## Dane Techniczne
Budynek ma 3 kondygnacje. Został wybudowany w stylu architektonicznym określanym nazwą eklektyzmem.